# Mác bê tông
Khi nói đến mác bê tông là nói đến khả năng chịu nén của mẫu bê tông. Theo tiêu chuẩn xây dựng cũ của Việt Nam (TCVN 3105:1993, TCVN 4453:1995), mẫu dùng để đo cường độ là một mẫu bê tông hình lập phương có kích thước 150 mm × 150 mm × 150 mm, được dưỡng hộ trong điều kiện tiêu chuẩn quy định trong TCVN 3105:1993, trong thời gian 28 ngày sau khi bê tông ninh kết. Sau đó được đưa vào máy nén để đo ứng suất nén phá hủy mẫu (qua đó xác định được cường độ chịu nén của bê tông), đơn vị tính bằng MPa (N/mm²) hoặc daN/cm² (kG/cm²).
Trong kết cấu xây dựng, bê tông chịu nhiều tác động khác nhau: chịu nén, uốn, kéo, trượt, trong đó chịu nén là ưu thế lớn nhất của bê tông. Do đó, người ta thường lấy cường độ chịu nén là chỉ tiêu đặc trưng để đánh giá chất lượng bê tông, gọi là mác bê tông.
Mác bê tông được phân loại từ 100, 150, 200, 250, 300, 400, 500 và 600. Khi nói rằng mác bê tông 200 chính là nói tới ứng suất nén phá hủy của mẫu bê tông kích thước tiêu chuẩn, được dưỡng hộ trong điều kiện tiêu chuẩn, được nén ở tuổi 28 ngày, đạt 200 kG/cm². Còn cường độ chịu nén tính toán của bê tông mác 200 chỉ là 90 kG/cm² (được lấy để tính toán thiết kế kết cấu bê tông theo trạng thái giới hạn thứ nhất).
Ngày nay người ta có thể chế tạo bê tông có cường độ rất cao từ 1000–2000 kg/cm².
Ở các quốc gia khác nhau quy định kích thước mẫu có thể khác nhau. Theo tiêu chuẩn Mỹ, mẫu bê tông hình trụ tròn đường kính 150 mm, chiều cao 300 mm (thí nghiệm nén dọc trục). Để các tiêu chuẩn được tương đương cần có hệ số quy đổi.

## Cách xác định mác bê tông
Để xác định mỗi mác bê tông thực tế, tối thiểu cần phải có một tổ mẫu lấy tại hiện trường, gồm 3 mẫu bê tông đồng nhất (về vị trí và cách thức lấy mẫu, về điều kiện dưỡng hộ). Đối với các kết cấu lớn, các tổ mẫu trên cùng một kết cấu phải ở những vị trí khác nhau và số lượng của chúng đủ lớn để mang tính đại diện được cho toàn bộ kết cấu đó. Giá trị trung bình của ứng suất nén tại thời điểm phá hủy (do nén mẫu) của cả ba mẫu trong tổ mẫu, được lấy để xác định mác của bê tông (tuổi 28 ngày). Nếu thời điểm nén tổ mẫu không phải là 28 ngày sau khi bê tông ninh kết (thường là 3 hay 7 ngày sau), thì mác bê tông được xác định gián tiếp qua biểu đồ phát triển cường độ bê tông chuẩn tương ứng. Các kết quả nén mẫu ở tuổi 3 hay 7 ngày là các kết quả kiểm tra nhanh, chưa chính thức. Kết quả nén mẫu ở tuổi 28 ngày mới được coi là mác của bê tông thực tế. Kết cấu bê tông tại chỗ được coi là đạt yêu cầu về mác thiết kế (quy định trong thiết kế) khi giá trị trung bình của từng tổ mẫu (mác thực tế) không được nhỏ hơn mác thiết kế, nhưng đồng thời phải không có mẫu nào trong các tổ mẫu có kết quả thí nghiệm dưới 85 % mác thiết kế.

## Quy định về lấy mẫu bê tông
Theo tiêu chuẩn Việt Nam về thi công và nghiệm thu bê tông và bê tông cốt thép toàn khối hiện hành, TCVN 4453:1995 thì việc lấy mẫu được quy định như sau: 
- Đối với bê tông thương phẩm thì ứng với mỗi mẻ vận chuyển trên xe (khoảng 6÷10 m³) phải lấy một tổ mẫu, tại hiện trường công trình trước khi đổ bê tông vào khuôn;
- Trường hợp đổ bê tông kết cấu đơn chiếc, khối lượng ít (<20 m³) thì lấy một tổ mẫu;
- Đối với kết cấu khung và các loại kết cấu mỏng (cột, dầm, bản, vòm...) thì cứ 20 m³ bê tông phải lấy một tổ mẫu;
- Đối với bê tông móng máy khối lượng khoang đổ (phân khu bê tông) > 50 m³ thì cứ 50 m³ bê tông lấy một tổ (nếu khối lượng bê tông móng máy ít hơn 50 m³ vẫn phải lấy một tổ);
- Các móng lớn, thì cứ 100 m³ lấy một tổ mẫu, nhưng không ít hơn 1 tổ mẫu cho mỗi khối móng;
- Đối với bê tông nền, mặt đường (đường ô tô, sân bay,..) thì cứ 200 m³ bê tông phải lấy một tổ mẫu (nhưng nếu khối lượng < 200 m³ thì vẫn phải lấy một tổ).
- Đối với bê tông khối lớn:

Khi khối lượng bê tông đổ trong mỗi khoang đổ (phân khu bê tông) ≤ 1000 m³ thì cứ 250 m³ bê tông phải lấy một tổ mẫu
Khi khối lượng bê tông đổ trong mỗi khoang đổ (phân khu bê tông) > 1000 m³ thì cứ 300 m³ bê tông phải lấy một tổ mẫu.

## Thiết kế mác bê tông
Là việc thí nghiệm nhằm tìm ra một cấp phối bê tông, (tức là tỷ lệ thành phần vật liệu tạo vữa bê tông trong một m³ vữa bê tông), thích hợp cho vữa bê tông của từng công trình để tạo được bê tông thực tế có mác tương đương với mác thiết kế, trước khi tiến hành xây dựng công trình.